# Stužková slávnosť

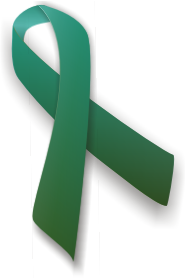
Un nastro verde che è attaccato all'abbigliamento formale degli studenti

In Slovacchia, la stužková slávnosť /ˈstuʃkovaː ˈslaːvnosc/, letteralmente la festa del nastro, abbreviato la stužková, è un evento di gala delle scuole secondarie che si svolge circa sei mesi prima del fine studi. I nastri verdi verranno "battezzati" da un educatore speciale alla presenza del preside della scuola durante la cerimonia, e posizionati sull'abbigliamento formale degli studenti dall'insegnante di classe.
Il nastro verde è un simbolo di speranza per il successo degli esami di maturità. Con il suo design da evento di gala, stužková slávnosť corrisponde a un ballo di fine anno. Il nastro verde deve essere attaccato all'abbigliamento formale degli studenti.
Nel 1985, il gruppo musicale di rock slovacco Elán ha dedicato una canzone a stužková nel loro album Hodina slovenčiny.

## Storia
La tradizione della stužková slávnosť risale alla fondazione dei ginnasi e delle scuole professionali secondarie nell'ex Cecoslovacchia dopo la prima guerra mondiale. Secondo l'etnografo Viera Feglová, gli inizi in Slovacchia provengono dalla Scuola mineraria e forestale a Banská Štiavnica.